# Jerry Weller
Gerald C. "Jerry" Weller, född 7 juli 1957 i Streator, Illinois, är en amerikansk republikansk politiker. Han representerade delstaten Illinois elfte distrikt i USA:s representanthus 1995-2009.
Weller gick i skola i Dwight High School. Han studerade vid Joliet Junior College och University of Illinois. Han var medarbetare åt politikern Tom Corcoran 1980-1981 och därefter medarbetare åt jordbruksministern John Rusling Block fram till 1985.
Kongressledamoten George E. Sangmeister kandiderade inte till omval i kongressvalet 1994. Weller vann valet och efterträdde Sangmeister i representanthuset i januari 1995. Han efterträddes 2009 som kongressledamot av demokraten Debbie Halvorson.
Weller gifte sig 2004 med Zury Ríos Montt som är dotter till Guatemalas tidigare diktator Efraín Ríos Montt. Dottern Marizú Catherine föddes 2006 i Guatemala City.